# A Cañiza
A Cañiza est une commune de la province de Pontevedra dans la communauté autonome de Galice en Espagne. Elle se situe exactement entre Vigo et Orense. A Cañiza est connue pour sa très populaire Fête du Jambon (Festa do Xamón en galicien) qui dure de 3 à 4 jours, aux alentours du 15 août. En 2015, la commune comptait 5 230 habitants.

## Personnalités liées
- Jose Castro (né en 1971), styliste espagnol

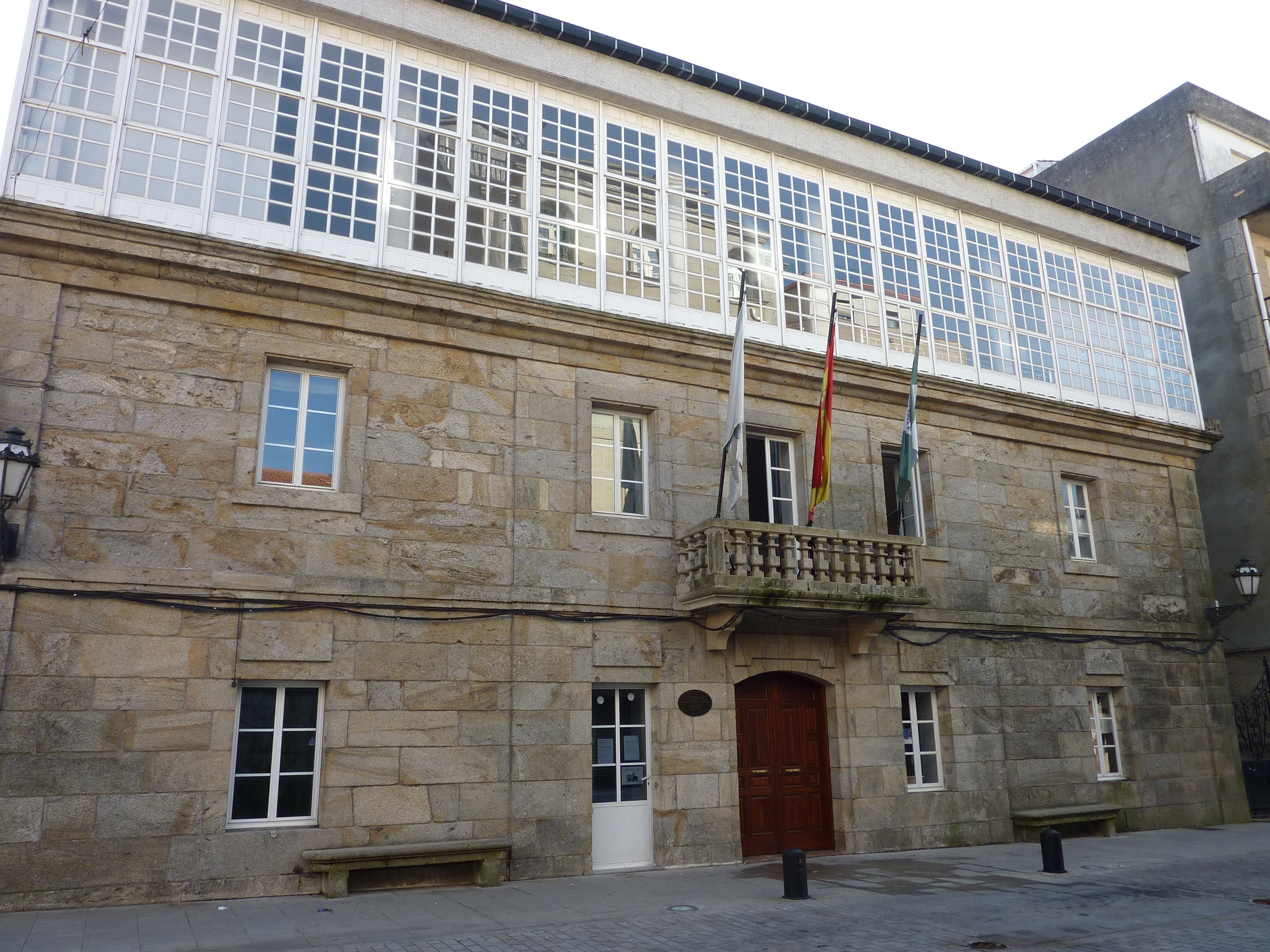
La mairie